# Líquido cuántico

El helio líquido superfluido fluye a lo largo de las superficies con el fin de encontrar su propio nivel. Después de un corto periodo de tiempo, los niveles en los dos contenedores se igualan. La película de Rollin también cubre el interior del recipiente más grande, si no se sella, el helio puede fluir y escapar.

Un líquido cuántico es un tipo especial de fluido que únicamente puede existir en condiciones de presión muy elevadas o temperaturas muy bajas, próximas al cero absoluto. Presenta determinadas propiedades físicas especiales, diferentes a las que presentan los líquidos normales. Los líquidos cuánticos puede fluir libremente por carecer de viscosidad, presentan la propiedad de la superfluidez. Un ejemplo de líquido cuántico es el helio líquido a temperatura próxima al cero absoluto (-273.2 °C). A temperaturas tan bajas, las propiedades térmicas, eléctricas y magnéticas de muchas sustancias experimentan grandes cambios y presentan comportamientos muy diferentes de los que poseen a temperaturas ordinarias.

## Historia
El descubrimiento de los líquidos cuánticos se inició en 1908, cuando el físico Heike K. Onnes de la Universidad de Leiden en Holanda, consiguió por primera vez convertir gas helio en líquido, para lo cual debió someter el gas a una temperatura  de 4 kelvin, equivalente a -269 grados Celsius, muy cerca del cero absoluto. En 1937, el físico Pyotr Kapitsa descubre el fenómeno de la superfluidez en los estados líquidos de determinados isotopos del helio, que pueden fluir libremente sin ninguna viscosidad ni disipación de calor. El fenómeno de la superfluidez no puede ser explicado por la física clásica, pero si por la física cuántica.  El físico húngaro L. C. Tisza, en 1938 dio una explicación de la superfluidez basándose en las teorías cuánticas.

## Estrellas de neutrones
Las estrellas de neutrones están formadas por dos partes diferenciadas: el núcleo y la corteza. En el núcleo la densidad es muy alta, por lo cual los neutrones que la forman se convierten en un material homogéneo con las características de un líquido cuántico. La corteza de la estrella de neutrones es sin embargo sólida, como la corteza terrestre.